# پیراحمد خوافی
خواجه غیاث‌الدین پیراحمد خوافی (درگذشته ۸۵۷ قمری - ۱۴۵۳ میلادی) وزیر دربار شاهرخ تیموری بود. وی یکی از برجسته‌ترین شخصیت‌های سیاسی و فرهنگی ایران در دوران تیموریان بوده است. او بیش از ۳۰ سال وزارت این خاندان را بر عهده داشت. 